# Texas School Book Depository

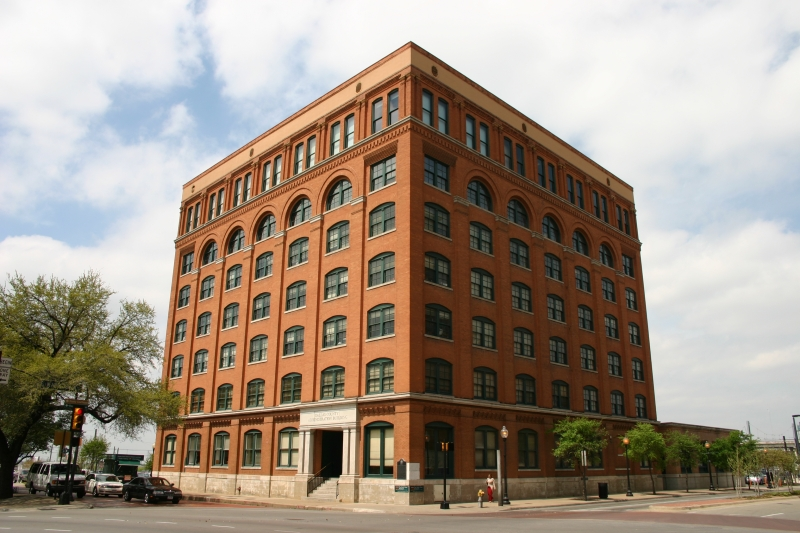
Dallas County Administration Building, tidigare Texas School Book Depository, 2005

Texas School Book Depository (svenska: Texas skolbokslager, 1981 namnbyte till Dallas County Administration Building) är en byggnad i Dallas i Texas i USA. Sedan 1989 är den sjätte våningen av byggnaden öppen för allmänheten under namnet Sixth Floor Museum.

## Historia
Byggnaden är känd då det anses vara från den sjätte våningen i dess sydöstra hörn som tre skott mot USA:s dåvarande president John F. Kennedy avlossades då han i en öppen limousin färdades genom staden den 22 november 1963. Det sista av skotten träffade presidenten så svårt i huvudet att han tämligen genast avled. Den som skjutit skotten och ensam planerat det hela var enligt den kommission som utsetts att utreda mordet, Warrenkommissionen, den 24-årige Lee Harvey Oswald, en nyligen anställd på boklagret.
Oswald greps efter mordet och förhördes under 48 timmar innan han själv föll offer för en mördares kulor under en förflyttning till stadsfängelset i Dallas. Skytten, nattklubbsägaren Jack Ruby, greps omedelbart och dömdes senare till döden för mord.
Huruvida Oswald var skyldig eller inte är en fortfarande vida omstridd och debatterad fråga.